# Анауак (Техас)
Анауак (англ. Anahuac) — город, расположенный на юго-востоке штата Техас (США), примерно в 80 км восточнее Хьюстона. Анауак является административным центром округа Чеймберс. Согласно Бюро переписи населения США, по переписи 2010 года население Анауака составляло 2243 человека. 

## История

Расположение Анауака в округе Чеймберс, а также округа Чеймберс в штате Техас

В XVIII веке в районе нынешнего Анауака жили индейцы племени атакапа. Строительство форта началось в октябре 1830 года отрядом мексиканской армии под командованием полковника Хуана Дэвиса Брэдберна. В январе 1831 года генерал мексиканской армии Мануэль де Мир-и-Теран дал форту официальное название Анауак.
В 1832 и 1835 годах в Анауаке происходили столкновения, связанные с протестами против таможенных пошлин, собираемых мексиканским правительством. Эти события оказались предвестниками Техасской революции и получили название Анауакских волнений (англ. Anahuac Disturbances).

## Население
Согласно переписи населения 2010 года, в Анауаке проживали 2243 человека, включая 754 домашних хозяйства.
Расовый состав:
- 66,4% белых (включая 25,5% латиноамериканцев)
- 14,4% афроамериканцев
- 0,3% коренных американцев
- 0,6% азиатов
- 3,0% принадлежащих к двум или более расам

Возрастное распределение: 26,7% младше 18 лет (из них 6,4% младше 5 лет), 62,3% от 18 до 64 лет, и 11,0% возраста 65 лет и старше. На каждые 100 женщин было 102,8 мужчин (то есть 49,3% женщин и 50,7% мужчин).

## География
Анауак находится на юго-востоке штата Техас (США), примерно в 80 км восточнее Хьюстона, в 60 км западнее Бомонта и в 30 км от побережья Мексиканского залива.
У западной оконечности города протекает река Тринити. Севернее города расположено искусственное озеро Анауак.

## Климат
| Показатель                    | Янв.  | Фев. | Март | Апр. | Май   | Июнь  | Июль  | Авг.  | Сен.  | Окт.  | Нояб. | Дек.  | Год    |
| ----------------------------- | ----- | ---- | ---- | ---- | ----- | ----- | ----- | ----- | ----- | ----- | ----- | ----- | ------ |
| Абсолютный максимум, °C       | 30    | 29   | 34   | 34   | 36    | 39    | 43    | 39    | 41    | 38    | 32    | 31    | 43     |
| Средний суточный максимум, °C | 16    | 18   | 21   | 25   | 28    | 32    | 33    | 33    | 31    | 27    | 22    | 17    | 25     |
| Средний суточный минимум, °C  | 6     | 8    | 11   | 14   | 19    | 22    | 24    | 23    | 21    | 16    | 11    | 7     | 15     |
| Абсолютный минимум, °C        | −12   | −11  | −5   | 1    | 6     | 11    | 13    | 16    | 7     | 1     | −5    | −13   | −13    |
| Норма осадков, мм             | 113,5 | 84,1 | 86,4 | 91,2 | 132,1 | 165,1 | 138,4 | 129,3 | 162,3 | 128,5 | 106,9 | 115,3 | 1453,1 |
| Источник: www.weather.com     |       |      |      |      |       |       |       |       |       |       |       |       |        |

## Образование
Школы города принадлежат Анауакскому независимому школьному округу (англ. Anahuac Independent School District).

## Транспорт
- Автомобильное сообщение
  - Основные автомобильные дороги, пересекающие Анауак:
    -  Шоссе 61 штата Техас (англ. State Highway 61) начинается в Анауаке и уходит от него на восток, а затем поворачивает на север и выходит к ближайшей межштатной автомагистрали  I-10, ведущей к Хьюстону на запад и к Бомонту на восток.
    -  Шоссе 65 штата Техас (англ. State Highway 65) начинается примерно в 5 км восточнее Анауака (там, где  US 61 поворачивает на север) и продолжается на восток.
    -  Шоссе FM 563 штата Техас подходят к Анауаку с юга и продолжается на север, огибая озеро Анауак и подходя к  I-10.
- Воздушное сообщение
  - Аэропорт округа Чеймберс (Chambers County Airport) находится у восточной оконечности Анауака[11][12].

## Фотогалерея
|  |  |  |